# Catedral de Ayacucho
La Catedral de Ayacucho (también conocida como Catedral basílica de Santa María) es la principal catedral barroca en la ciudad homónima. Está bajo propiedad de la Iglesia católica, y fue declarada como Patrimonio Histórico Cultural de la Nación del Perú en 1972. Ubicada en la Plaza de Armas. Su construcción se inició en 1632 y concluyó en 1672. Es la más grande por ser el templo principal. 

## Ubicación
La catedral Basílica de Santa María de Ayacucho está ubicada sobre el Portal Municipal, en la prolongación del Jr. 2 de mayo, en el lado oriental de la Plaza de Armas de Ayacucho, al costado de la Municipalidad de Huamanga.

## Historia
El rey de España Felipe III ordenó la construcción de la Catedral de Huamanga, por Real Cédula, el 5 de julio de 1612, en honor a la Virgen de las Nieves.
La construcción de la Catedral se le atribuye a Francisco Verdugo, segundo Obispo de Huamanga, quien dio inicio a una edificación que duró 40 años, entre 1632 y 1672.
Bibliográficamente se sabe que el templo de San Cristóbal no fue la primera iglesia de Huamanga, sino la Iglesia Parroquial “San Juan Bautista”, construida en 1540 y vigente hasta el siglo XVII en el lugar donde actualmente se encuentra la Basílica Catedral de Ayacucho. 

## Arquitectura
Los detalles en su construcción son innumerables y uno particularmente curioso es la presencia de dos pequeños personajes ocultos en la parte superior de la campana de la torre izquierda, como si observaran la ciudad desde lo alto.
En términos generales, la edificación tiene 3 naves, 18 columnas que sostienen 8 arcos, 16 bóvedas altas, 22 ventanas y una hermosa cúpula triangular de base octogonal. 
El estilo arquitectónico de la fachada es Barroco Seiscentista. Es el único templo en la ciudad que tiene 3 puertas de ingreso en el frontis, donde precisamente se encuentran dos estatuas que representan a los apóstoles San Pedro y San Pablo.  

## Interior
Resguarda diez retablos acabados en pan de oro. Se venera, especialmente, la imagen del Cristo de la Resurrección, que marca el final de la conmemoración de la Semana Santa. Hay lienzos de gran tamaño y en torno a la base de la cúpula están las imágenes de los cuatro evangelistas. 
A cada evangelista lo acompaña un signo. A San Mateo, el hombre; a San Marcos, el León; a San Lucas, el Toro y a San Juan, el cóndor andino. Es un símbolo del sincretismo cultural y religiosos en esta zona andina.
Altar Mayor
Retablo de la Virgen de las Nieves
Se encuentra en la nave central. Está tallado en madera y cubierto con pan de oro. Tiene 3 cuerpos y 5 calles. En el primer cuerpo se encuentran el sagrario-tabernáculo, graderías y frontal enchapados en plata y en 4 hornacinas a los lados, las reliquias de algunos santos de la iglesia. En el segundo cuerpo, en el centro la imagen de la Virgen de las Nieves, patrona titular de la catedral, mandada a hacer por el Obispo Francisco Matienzo Bravo del Rivero y Abarca; asimismo, están de derecha a izquierda los lienzos de San Juan Bautista, un santo cardenal, San Juan Apóstol y San Agustín. En el tercer cuerpo, los lienzos de Santa Teresa de Jesús, San José con el Niño Jesús, el Calvario, un Santo Papa y Santa Catalina de Alejandría. 
Retablo de San Pedro
Tiene 2 cuerpos y 3 calles. En el primer cuerpo se encuentran, de izquierda a derecha, las imágenes de Santa Rosa de Lima, San Pedro Apóstol y San Francisco de Paula. En la parte superior central, se representa la imposición de la casulla de San Ildefonso por la Santísima Virgen María. A ambos lados de ella, los lienzos de Santa María y San José con el Niño Jesús. En la parte inferior se aprecia una pequeña imagen de San Jerónimo en actitud penitente. La peculiaridad de este retablo recae en las estatuas de 4 ángeles sentados en la parte superior de las columnas del primer cuerpo. 
Retablo del Señor de la Resurrección 
Segundo altar ubicado en la nave derecha. Tiene 2 cuerpos y 3 calles. En el primer cuerpo se encuentran, de izquierda a derecha, las estatuas de San Miguel Arcángel, el Señor de la Resurrección y Santa Bárbara. En el segundo cuerpo, la hornacina de San Pedro Nolasco y dos lienzos de forma ovalada con las imágenes de Santa Rosa de Lima y Santa Teresa de Jesús. En la parte inferior, hay una imagen que representa “La piedad” (la Virgen Dolorosa al pie de la cruz, cargando en sus brazos a Jesús).
Retablo de la Virgen del Carmen
Tercer altar ubicado en la nave derecha. En el primer cuerpo se encuentran, de izquierda a derecha, las estatuas de la Virgen de la Asunción, la Virgen del Carmen y San Juan Nepomuceno. En la parte inferior, una pequeña estatua de San Benito de Palermo y lienzos de San Bernardino de Siena y San Juan de Capistrano.
Retablo del Señor de Burgos
Tiene 3 cuerpos y 3 calles. En el primer cuerpo se encuentran, de izquierda a derecha, las estatuas de San Antonio de Padua, el Señor de Burgos y la Virgen de Loreto. La representación del Señor de Burgos consta de un cristo crucificado que está acompañado por su madre la Virgen Dolorosa, María Magdalena y San Juan Evangelista; en la parte inferior de esta escena, se encuentra en una urna en Niño Llorón. También se puede apreciar la presencia de 4 hombres llamados Atlantes, quienes soportan el peso de las columnas. En el segundo cuerpo, se aprecia la estatua del Doctor Seráfico San Buenaventura y a ambos lados de él, lienzos de la flagelación de Cristo, la coronación con espinas y algunos santos de la Iglesia. 
El Niño Llorón
Alrededor de 1675, don Perico Urbistondo habitaba un tenducho situado en el barrio de Carmeneca de la por entonces antigua ciudad de Huamanga. Vivía junto a su esposa Casilda, con quien no había podido tener hijos y ejercía la labor de zapatero.
Un día, volvió de su viaje a Huanta a las nueve de la mañana y quedó estupefacto al ver la puerta de la tienda cerrada. Su esposa era madrugadora y por lo tanto no podía presumir que se hubiese quedado dormida. Golpeó Perico reiteradas veces la puerta… pero nada, esta no se abría. 
Doña Pulquería, una beata le contó la deshonra que le había hecho Casilda en su ausencia, al engañarlo con Antuco Quiñones. Perico forzó su ingreso a la tienda, tiempo después el llanto de un niño motivó a la beata a ingresar también, movida por la curiosidad pues la pareja no tenía hijos. Ya en el interior, se sorprendió por la escena. Don Perico había caído desmayado, en una de sus manos sostenía una lesna ensangrentada y el llanto que atrajo su atención había cesado.
Resulta que el zapatero le había encargado a una pequeña estatua del Niño Jesús que hiciera respetar su honra durante su ausencia y al enterarse de que así no había sido, le incrustó su lesna en la pierna. Ante lo cual, el niño había prorrumpido en llanto.
El expediente que redactó la autoridad eclesiástica sostiene que en la pierna de la figura se observó la sangre que brotaba de la herida. 
La imagen fue trasladada a la Catedral de Huamanga y don Perico se retiró al convento de Ocopa donde murió años más tarde.
Retablo de San José
Último retablo de la nave derecha, ubicado junto a la Sacristía. En el primer cuerpo, de izquierda a derecha, se encuentran las esculturas de San José con el Niño Jesús y San Juan Bautista. En el segundo cuerpo, en el nicho central, una representación de la Asunción de la Virgen María y a sus lados, San Benito de Nursia, Santa Escolástica y San Agustín. 
Retablo de la Virgen de Socos
Tiene 3 cuerpos y 3 calles. En el primer cuerpo, se encuentran de izquierda a derecha, las estatuas de Santa Ana, la Virgen de Socos y San Joaquín. En este altar, se encuentran también 4 atlantes que sostienen las columnas principales. En el segundo cuerpo, se aprecia a San Sebastián, San Ignacio de Loyola y San Jerónimo. Asimismo, 2 pinturas coloniales. En el tercer cuerpo, los lienzos de San Pedro Apóstol, San Francisco Javier y un santo mercedario, además de 2 pinturas circulares de santos.
Capilla del Santísimo Sacramento
Tiene 2 cuerpos. En el primero, de izquierda a derecha, se encuentran las esculturas del Señor de Ramos y Santo Toribio de Mogrovejo, debajo de ellos, dos lienzos pequeños de Santa Ana con la Niña María y San Joaquín con el Niño Jesús. En el segundo cuerpo, se encuentra únicamente la imagen de la Virgen de la Candelaria. Al costado de este altar, se puede apreciar dentro de un arco el escudo episcopal del Obispo Cristóbal Castilla y Zamora. 
Retablo de la Santísima Trinidad
En el primer cuerpo se encuentran, de izquierda a derecha, las estatuas del Señor de la Resurrección, la Santísima Trinidad y el Señor de la Ascensión (traída desde Italia para reemplazar a una anterior carcomida en un incendio). En el segundo cuerpo, se aprecian los lienzos de la presentación del Niño Jesús en el templo de Jerusalén, las bodas místicas de Santa Catalina y San José con el Niño Jesús. Corona este retablo, un escudo con la tiara papal sostenido por 2 ángeles.
Retablo de la Virgen de la Antigua
En la parte inferior se encuentran, de izquierda a derecha, San Cosme, un lienzo de la Sagrada Familia y San Damián. En la parte superior, San Rafael Arcángel, el lienzo de la Virgen de la Antigua y Santa Rita de Casia. Más arriba hay un lienzo del Señor de la Justicia o de la Buena Esperanza. 
Este retablo fue costeado por el Arcediano Ignacio Ventura de Romaní y Carrillo. Este altar fue reparado después de daño provocado por la caída de la tercera columna izquierda en 1881. 

## Galería

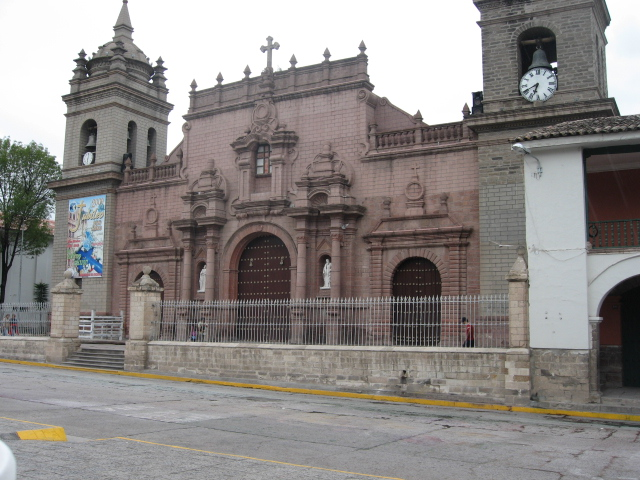
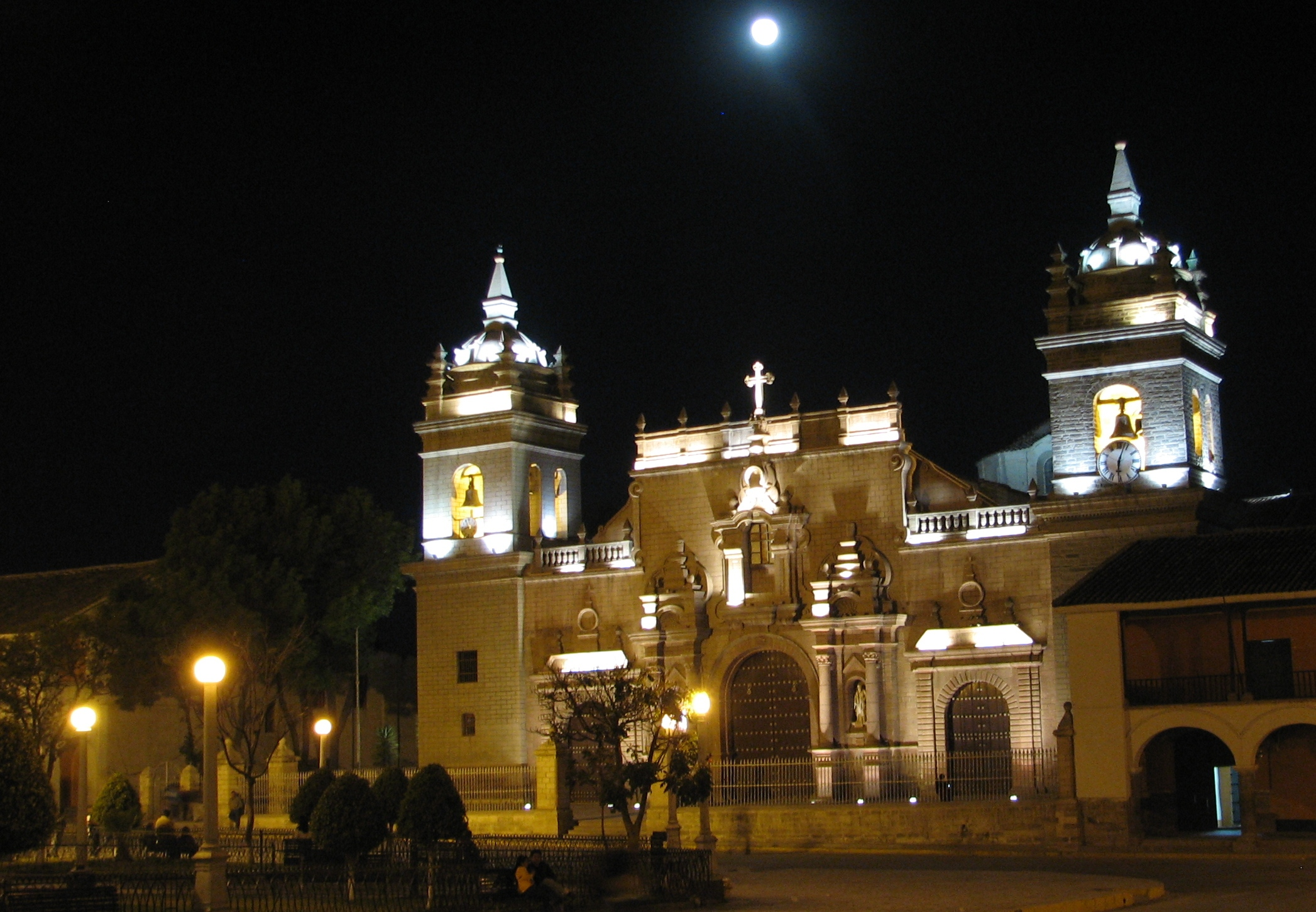
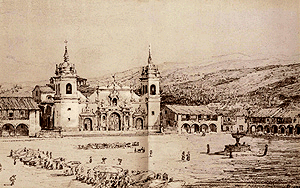
La Catedral de Ayacucho según un grabado de 1847